# Ministerstwo Finansów (Polska)
Ministerstwo Finansów (MF) – urząd obsługujący ministra właściwego do spraw trzech działów administracji rządowej: budżet, finanse publiczne, rynki finansowe. 
Wykonuje zadania Ministrowi Finansów w m.in. projektowaniu budżetu państwa, kierowaniu sprawami podatków, finansowania samorządów terytorialnych oraz sprawami związanymi z długiem publicznym.
Poprzednikiem kompetencyjnym Ministerstwa Finansów było do 1950 roku Ministerstwo Skarbu.

## Kierownictwo
- Andrzej Domański (PO) – minister finansów i gospodarki od 24 lipca 2025[a]
- Marcin Łoboda – sekretarz stanu i szef Krajowej Administracji Skarbowej od 18 grudnia 2023[1]
- Hanna Majszczyk – podsekretarz stanu od 14 grudnia 2023[2]
- Zbigniew Stawicki – podsekretarz stanu i zastępca szefa Krajowej Administracji Skarbowej od 18 grudnia 2023[3]
- Jarosław Neneman (Polska 2050) – podsekretarz stanu od 18 grudnia 2023[4]
- Jurand Drop – podsekretarz stanu od 18 grudnia 2023[5]
- Małgorzata Krok – podsekretarz stanu i zastępca szefa Krajowej Administracji Skarbowej od 1 lutego 2024[6]
- Marta Niżałowska-Pactwa – dyrektor generalna od 14 grudnia 2023

## Struktura organizacyjna
W skład ministerstwa wchodzi Gabinet Polityczny Ministra oraz następujące jednostki organizacyjne:
- Departament Analiz Krajowej Administracji Skarbowej
- Departament Audytu Środków Publicznych
- Departament Bezpieczeństwa
- Departament Budżetu, Majątku i Kadr Krajowej Administracji Skarbowej
- Departament Budżetu Państwa
- Departament Ceł
- Departament Długu Publicznego
- Departament Efektywności Wydatków Publicznych i Rachunkowości
- Departament Finansowania Sfery Budżetowej
- Departament Finansowania Sfery Gospodarczej
- Departament Finansów i Księgowości
- Departament Finansów Samorządu Terytorialnego
- Departament Gwarancji i Poręczeń
- Departament Informacji Finansowej
- Departament Instytucji Płatniczej
- Departament Kluczowych Podmiotów
- Departament Międzynarodowej Polityki Podatkowej
- Departament Nadzoru nad Kontrolami
- Departament Organizacji Krajowej Administracji Skarbowej
- Departament Orzecznictwa Podatkowego
- Departament Poboru Opłat Drogowych
- Departament Poboru Podatków
- Departament Podatków Dochodowych
- Departament Podatków i Opłat Stanowiących Dochód Jednostek Samorządu Terytorialnego
- Departament Podatku Akcyzowego i Niektórych Danin Publicznych
- Departament Podatku od Towarów i Usług
- Departament Polityki Makroekonomicznej
- Departament Prawny
- Departament Regulacji Rynku Gier i Podatku od Gier
- Departament Relacji z Klientami
- Departament Rozwoju Rynku Finansowego
- Departament Strategii
- Departament Systemu Podatkowego
- Departament Transformacji Cyfrowej
- Departament Wspierania Polityk Gospodarczych
- Departament Współpracy Międzynarodowej
- Departament Współpracy Międzynarodowej Krajowej Administracji Skarbowej
- Departament Zwalczania Przestępczości Ekonomicznej
- Biuro Dyrektora Generalnego
- Biuro Dyscypliny Finansów Publicznych
- Biuro Inspekcji Wewnętrznej
- Biuro Komunikacji i Promocji
- Biuro Kontroli i Audytu Wewnętrznego
- Biuro Logistyki
- Biuro Ministra
- Biuro Ochrony Informacji Niejawnych
- Biuro Zamówień Publicznych i Obiegu Dokumentów.

Organy podległe ministrowi lub przez niego nadzorowane:
- Szef Krajowej Administracji Skarbowej
- Generalny Inspektor Informacji Finansowej
- dyrektor Krajowej Informacji Skarbowej
- dyrektorzy izb administracji skarbowej i naczelnicy urzędów skarbowych oraz naczelnicy urzędów celno-skarbowych

Jednostki organizacyjne podległe ministrowi lub przez niego nadzorowane:
- Centrum Informatyki Resortu Finansów
- Instytut Finansów
- Polska Agencja Nadzoru Audytowego
- izby administracji skarbowej
- Krajowa Informacja Skarbowa
- Krajowa Szkoła Skarbowości
- urzędy celno-skarbowe wraz z podległymi oddziałami celnymi
- urzędy skarbowe.

## Lista ministrów finansów

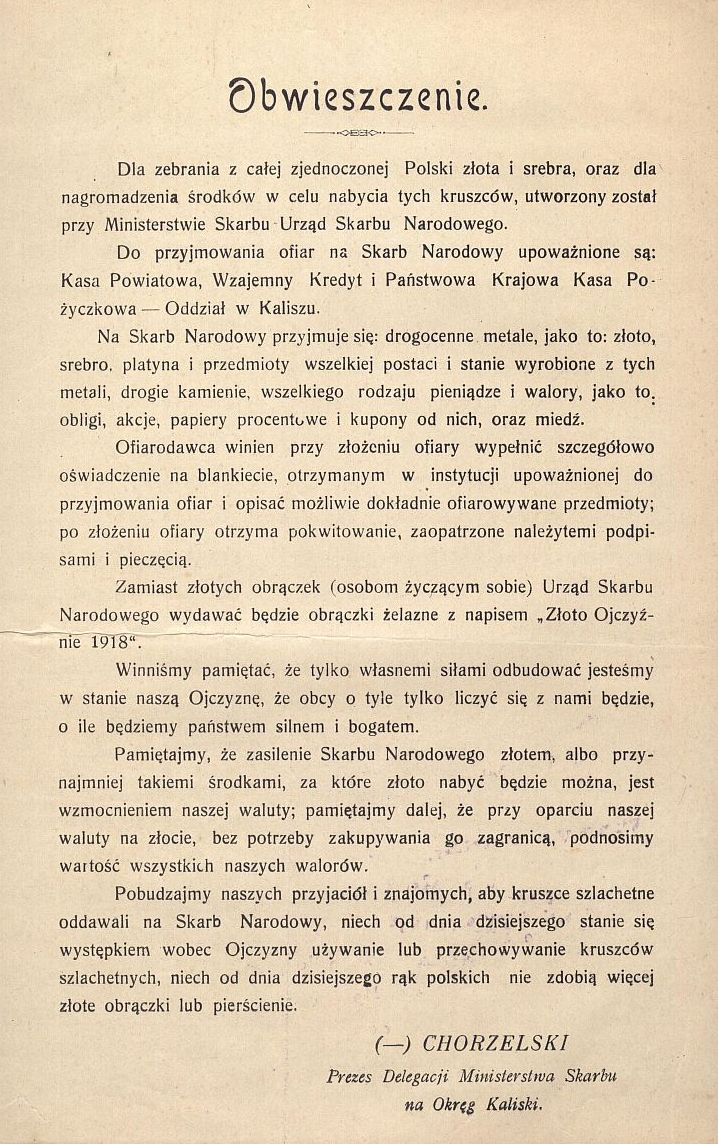
Obwieszczenie o utworzeniu Urzędu Skarbu Narodowego, Kalisz 1918